# Africanus Fabius Maximus
Africanus Fabius Maximus war ein römischer Politiker und Senator der augusteischen Zeit.
Africanus stammte aus der Patrizierfamilie der Fabier und war Sohn des Quintus Fabius Maximus, des Suffektkonsuls im Jahr 45 v. Chr. Africanus’ älterer Bruder Paullus Fabius Maximus, Konsul 11 v. Chr., war mit einer Cousine des Kaisers Augustus verheiratet – somit gehörte auch Africanus zur kaiserlichen Familie. Africanus bekleidete im Jahr 10 v. Chr. zusammen mit Iullus Antonius, Sohn des Marcus Antonius, das ordentliche Konsulat. Zwischen 9 v. Chr. und 4 n. Chr. (wahrscheinlich um 6/5 v. Chr.) war er Prokonsul der Provinz Africa. Africanus war auch Septemvir epulonum.